# Pérola Byington
Pérola Ellis Byington (Santa Bárbara d'Oeste, 3 de dezembro de 1879 — Nova Iorque, 6 de novembro de 1963) foi uma filantropa e ativista social brasileira.

## Biografia
Nascida Pearl Ellis McIntyre, era filha de Mary Elisabeth Ellis e Robert Dickson McIntyre, imigrantes estadunidenses. Casou-se em 1901 com outro membro da colônia confederada no estado de São Paulo - Alberto Jackson Byington, um dos precursores da indústria no Brasil, com quem teve dois filhos. 
Durante a Primeira Guerra Mundial,  Pérola encontrava-se nos Estados Unidos, onde foi responsável por uma secção da Cruz Vermelha. Já de volta ao Brasil, continuou participando de atividades filantrópicas.
A partir de 1930, liderou, ao lado da professora Maria Antonieta de Castro,  uma campanha de combate à mortalidade infantil denominada "Cruzada Pró-Infância", tarefa que desempenhou durante 33 anos. Também dedicou-se a vários outros programas em defesa dos menos favorecidos, sobretudo crianças, tendo sido condecorada com várias comendas ao mérito.
Em 1932, Pérola teve participação ativa e destacada na Revolução Constitucionalista, à frente da sua Cruzada Pró-infância atuou como voluntária no lado paulista do conflito. A Cruzada confeccionava ataduras e peças de roupas para os soldados e prestava assistência às famílias dos combatentes. Também prestava assistência social e arrecadava donativos.
Em 1959 foi inaugurado o Hospital Cruzada Pró-Infância em São Paulo, que em 1963 recebeu o nome de Pérola, e dedicado ao atendimento da mulher e um núcleo de profissionalização para jovens em situação de vulnerabilidade social. O local também se tornou referência no atendimento a mulheres que sofreram violência sexual e que têm endometriose. Também em sua homenagem, em sua cidade natal, foi batizada a Avenida Pérola Byington.
Pérola, município do estado do Paraná (antes, distrito do município de Xambrê), foi assim nomeado em homenagem a Pérola Ellis Byington, mãe de Alberto Byington Júnior, um dos sócios da Companhia Byington de Colonização Ltda., empresa que, a partir de 1950, adquiriu terras e  colonizou a região.
Em Campinas, o 64º Grupo de Escoteiros do Brasil chama-se "Pérola Byington". É bisavó da atriz Bianca Byington e da cantora Olivia Byington, mãe de Gregório Duvivier.